# Principes de la Communauté
Les principes de la Communauté désignent, sous le régime de Vichy,, la ligne de conduite morale et politique censée remplacer la Déclaration des droits de l'homme et du citoyen issue de la Révolution française. Ces principes, au nombre de seize, devaient constituer, parallèlement à la nouvelle constitution de l'État français, la ligne idéologique de « l'Ordre nouveau ». Ils jouèrent un rôle symbolique fort dans l'optique de la Révolution nationale voulue par le maréchal Pétain. Le texte fut diffusé sous forme d'affiches placées dans les mairies importantes et les écoles de cadres à partir de fin 1941,. Les archives nationales conservent un exemplaire d'une affiche imprimée à Périgueux le 20 juillet 1943, et un exemplaire imprimé à Paris et à Lyon en 1943. 
Le musée d'art et d'histoire d'Avranches en expose un exemplaire.

## Les seize principes de la Communauté
I - L'homme tient de la nature ses droits fondamentaux, mais ils ne lui sont garantis que par les communautés qui l'entourent ; sa famille qui l'élève, la profession qui le nourrit, la nation qui le protège.

II - Reconnaître à l'homme des droits sans lui imposer des devoirs, c'est le corrompre. Lui imposer des devoirs sans lui reconnaître des droits, c'est l'avilir.

III - La liberté et la justice sont des conquêtes. Elles ne se maintiennent que par les vertus qui les ont engendrées : le travail et le courage, la discipline et l'obéissance aux lois.

IV - Les citoyens doivent travailler à rendre la société toujours meilleure. Ils ne doivent pas s'indigner qu'elle soit encore imparfaite.

V - L'esprit de revendication retarde les progrès que l'esprit de collaboration réalise.

VI - Tout citoyen qui cherche son bien propre hors de l'intérêt commun, va contre la raison et contre son intérêt même.

VII - Les citoyens doivent à la Patrie leur travail, leurs ressources et leur vie même. Aucune conviction politique, aucune préférence doctrinale ne les dispensent de ces obligations.

VIII - Toute communauté requiert un chef. Tout chef, étant responsable, doit être honoré et servi. Il n'est pas digne d'être un chef dès qu'il devient oppresseur.

IX - L'État a pour fins la sécurité, le bonheur et la prospérité de la souveraineté de la Nation. Il doit au criminel le châtiment, à l'innocent la protection, à tous la souveraineté des lois. Ces hauts devoirs définissent sa mission. Il ne l'accomplit qu'en exerçant l'autorité dans la justice.

X - L'État doit être indépendant et fort. Aucun groupement ne peut être toléré, qui oppose les citoyens les uns aux autres, et tend à ruiner l'autorité de l'État. Toute féodalité met en péril l'unité de la Nation. L'État se doit de la briser.

XI - L'État demande aux citoyens l'égalité des sacrifices : il leur assure en retour l'égalité des chances.

XII - L'École est le prolongement de la Famille. Elle doit faire comprendre à l'enfant les bienfaits de l'ordre humain qui l'encadre et le soutient. Elle doit le rendre sensible à la beauté, à la grandeur, à la continuité de la Patrie. Elle doit lui enseigner le respect des croyances morales et religieuses, en particulier de celles que la France professe depuis les origines de son existence nationale.

XIII - Ni la naissance ni la fortune ne confèrent le droit au commandement. La vraie hiérarchie est celle du talent et du mérite.

XIV - L'économie d'un pays n'est saine que dans la mesure où la prospérité des entreprises privées concourt au bien général de la communauté.

XV - La fortune n'a pas seulement des droits ; elle a aussi des devoirs proportionnés aux pouvoirs qu'elle confère.

XVI - L'État délègue à ses fonctionnaires une part de son autorité et leur fait confiance pour l'exercer en son nom ; mais pour cette raison même, il punit leurs défaillances avec une sévérité exemplaire.